# Pecadores impequeibols
Pecadores impequeibols fue un programa de televisión emitido por La 2 de Televisión Española entre septiembre y noviembre de 2014. Estaba presentado por el humorista gráfico Antonio Fraguas, Forges, quien moderaba una tertulia de cuatro invitados, que a lo largo de siete entregas conversaban en tono de humor sobre cada uno de los siete pecados capitales.

## El programa
- Durante el programa el actor Carlos Chamarro interpreta dos monólogos y la sección Pecaminosas News, un noticiero bastante peculiar.
- La reportera Noelia Bodas realiza encuestas en la calle y reportajes muy especiales con toques surrealistas.
- Algunas de la secciones son: Pecaditos fritos en la que se hace un recorrido por la toponimia de España buscando nombres de pueblos que tienen relación con el pecado del que se hable o el aparato que detecta pecadores (según el pecado se llama: envidiómetro, perezómetro, lujuriómetro, rebotómetro...). Además se escuchan canciones y refranes que hablan de cada pecado.
- La canción y sintonía original del programa está compuesta por Luis Eduardo Aute y Jesús Munárriz.

## Historia
Los siete programas se grabaron en junio de 2014 y el primero de ellos se emitió, a las 12 de la noche en La 2 el 21 de septiembre de 2014.

## Equipo
- Director: Pablo López Leis
- Realizadora: Belén Molinero
- Productora: Miriam García
- Guionistas: Amalio Rodríguez y Álvaro López de Quintana

## Episodios y audiencias

### Temporada 1: 2014
| N.º (serie) | N.º (temp.) | Pecado / Invitados                                                                    | Fecha de emisión         | Audiencia      |
| ----------- | ----------- | ------------------------------------------------------------------------------------- | ------------------------ | -------------- |
| 1           | 1           | «La envidia: Nieves Concostrina, Raquel Martos, Juan Luis Cano y Agustín Jiménez»     | 21 de septiembre de 2014 | 349 000 (3,2%) |
| 2           | 2           | «La ira: Leo Harlem, Juan Luis Cano, Soledad Mallol y Raquel Martos»                  | 28 de septiembre de 2014 | 247 000 (2,2%) |
| 3           | 3           | «La pereza: Pepa Fernández, Luis Piedrahíta, Andrés Aberasturi y Luz Sánchez-Mellado» | 5 de octubre de 2014     | 205 000 (1,7%) |
| 4           | 4           | «La gula: José María Íñigo, Elena Martín, Patricia Pérez y Laura Santolaya»           | 12 de octubre de 2014    | 192 000 (1,7%) |
| 5           | 5           | «La soberbia: Juan Luis Cano, Francine Gálvez, Xosé Castro y Goyo Jiménez»            | 19 de octubre de 2014    | 224 000 (2,0%) |
| 6           | 6           | «La lujuria: José Luis Cuerda, Juan Carlos Ortega, Raquel Sastre y Soledad Mallol»    | 26 de octubre de 2014    | 212 000 (2,3%) |
| 7           | 7           | «La avaricia: Elvira Lindo, Raquel Córcoles, José Mota y Ana Morgade»                 | 2 de noviembre de 2014   | 253 000 (2,4%) |